# Cytydyno-5′-trifosforan
Cytydyno-5′-trifosforan, CTP – organiczny związek chemiczny, nukleotyd złożony z rybozy, cytozyny i trzech grup fosforanowych. Odgrywa ważną rolę przy aktywacji alkoholi (np. etanoloamina, choliny) w biosyntezie fosfolipidów.